# Ewald Munschke
Ewald Munschke (* 20. März 1901 in Berlin; † 21. Oktober 1981 in Ost-Berlin) war ein deutscher Interbrigadist, SED-Funktionär und General (KVP, NVA).

## Leben
Der Sohn eines Steinmetz und einer Köchin blieb nach absolvierten 8 Klassen ohne Berufsausbildung. Zunächst arbeitete er von 1915 bis 1917 als Bote für eine Lebensversicherung.
Anschließend leistete er bis Kriegsende an der Ostfront in einem Infanterieregiment Hilfs- und Kurierdienste.
Danach verdiente er sich bis 1919 als Zugabfertiger und Kutscher seinen Lohn, bevor er bis 1920 als Eisenbahner im Eisenbahnregiment 4 tätig war. Zugleich trat er 1920 in die Gewerkschaft ein. Anschließend war er bis 1931 als Arbeiter tätig, u. a. als Packer und Bauarbeiter. 1923 trat er der KPD bei, aus der er jedoch 1924 zunächst wieder austrat.
1930 wurde Munschke wieder KPD-Mitglied und von da an Mitarbeiter des Militärpolitischen Apparates der KPD. Zwischen 1931 und 1933 war Munschke arbeitslos. Nach der Machtergreifung der Nationalsozialisten emigrierte er im Oktober 1933 in die Sowjetunion, wo er sich bis 1936 aufhielt. Dort studierte Munschke  von 1934 bis 1936 an der Kommunistischen Universität der nationalen Minderheiten des Westens in Moskau.  1936 ging er nach Spanien zu den Internationalen Brigaden, die im Spanischen Bürgerkrieg kämpften. Dort war Munschke zunächst Kriegskommissar im Tschapajew-Bataillon der XIII. Internationalen Brigade. Später leitete er eine Kommissar- bzw. Parteischule. 1938 floh er zunächst nach Frankreich, später Belgien. Bis 1945 war er im antifaschistischen Widerstandskampf in Frankreich, Belgien und den Niederlanden tätig. Er war Angehöriger von niederländischen Widerstandsorganisationen und seit 1944 arbeitete er im Bund freier Deutscher in den Niederlanden mit.
Nach Kriegsende kehrte Munschke 1945 in seine Heimatstadt Berlin zurück. Er wurde wieder als KPD-Mitglied registriert und wurde zunächst deren Parteisekretär in der Berliner Polizei. 1946 wechselte er nach der Zwangsvereinigung von SPD und KPD zur SED in deren Berliner Landesleitung, wo er zunächst stellvertretender Leiter, später Leiter der wichtigen Kaderabteilung war. 1949 wechselte Munschke in das ZK der SED, wo er zunächst Hauptreferent, später wiederum Leiter der wichtigen Kaderabteilung wurde. 

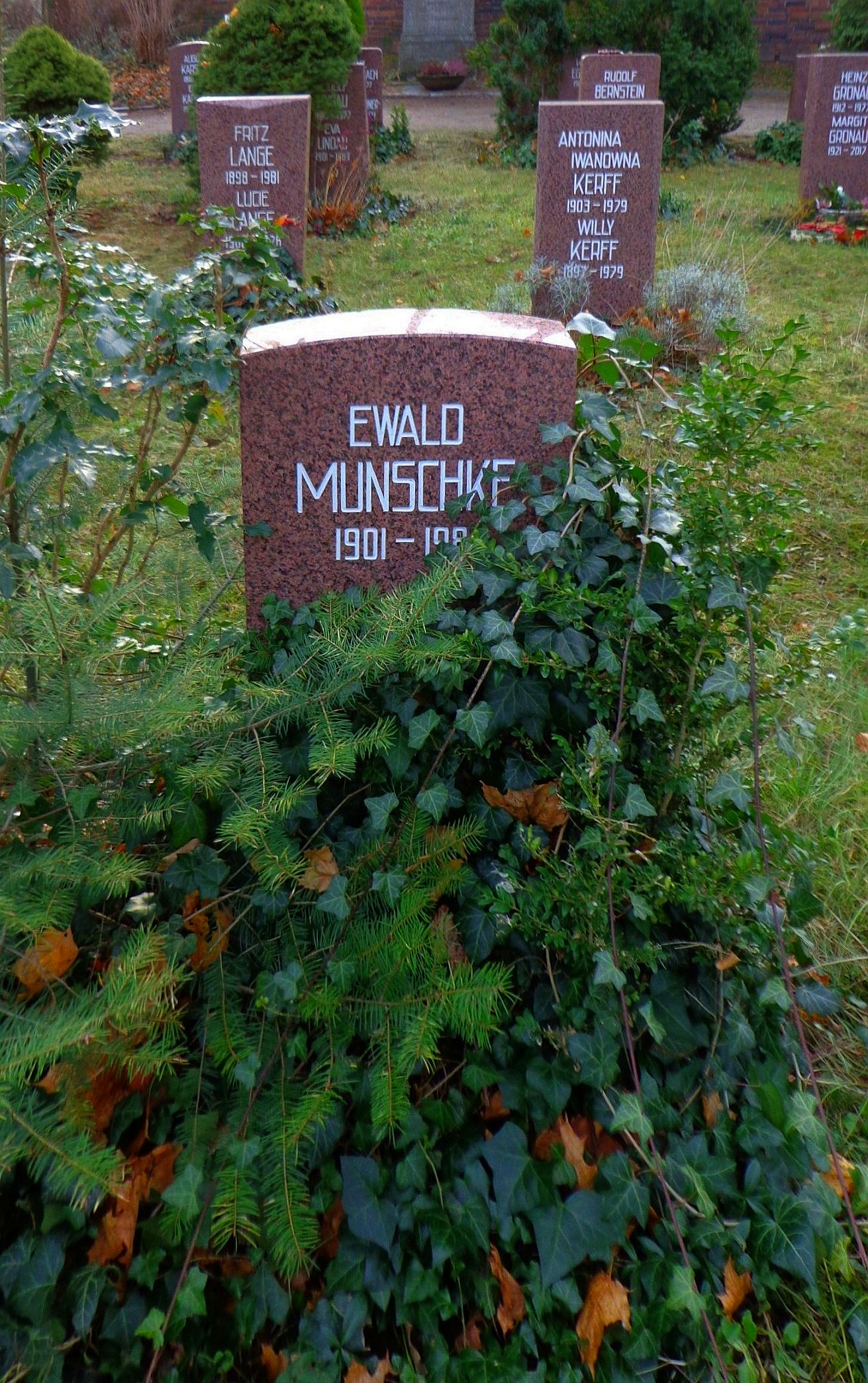
Grabstätte

Als 1952 erfahrenes Personal für den Aufbau der Kasernierten Volkspolizei (KVP) gesucht wurde, fiel die Wahl auch auf Munschke. Als Kommissar der Interbrigaden konnte er auf militärische Erfahrungen zurückgreifen. Munschke trat am 1. Mai 1952 seinen Dienst bei den bewaffneten Organen der DDR an. Ohne vorher einen militärischen Dienstgrad besessen zu haben, wurde er am 1. Oktober 1952 zum Generalmajor ernannt, gleichzeitig wurde er Stellvertreter des Ministers des Innern und Chef der Verwaltung Kader beim Ministerium des Innern, dem die KVP unterstand. Mit Gründung der NVA wurde Munschke per 1. März 1956 Stellvertreter des Ministers für Nationale Verteidigung und der erste Chef der Verwaltung Kader beim Ministerium für Nationale Verteidigung der DDR. Diese Dienststellung hatte er bis zum 31. Januar 1961 inne. Bis dahin gehörte er auch als "Kaderchef" dem Kollegium des Ministeriums für Nationale Verteidigung an, dem engsten Führungszirkel der NVA. Anschließend leitete er bis zu seiner Entlassung am 31. Januar 1969 als Vorsitzender die Parteikontrollkommission der SED in der Politischen Hauptverwaltung der NVA.  Von 1962 bis 1971 war er zudem Kandidat der Zentralen Parteikontrollkommission der SED.
Seine Urne wurde in der Grabanlage Pergolenweg des Berliner Zentralfriedhofs Friedrichsfelde beigesetzt.

## Auszeichnungen und Ehrungen
- 6. Mai 1955 Vaterländischer Verdienstorden in Silber
- 1956 Hans-Beimler-Medaille
- 1961 Orden Banner der Arbeit
- 1966 Vaterländischer Verdienstorden in Gold
- 1971 Ehrenspange zum Vaterländischen Verdienstorden in Gold
- 1976 Karl-Marx-Orden
- 1981 Scharnhorst-Orden
- Am 1. März 1986 wurde dem Pionierbaubataillon 12 (PiBB-12) in Merseburg der Ehrenname "Ewald Munschke" verliehen.